# Castell de Chipiona
El castell de Chipiona és una antiga fortalesa situada en el municipi de Chipiona, Cadis, Espanya. Al llarg de la història, ha sofert modificacions que han anat alterant el seu aspecte original. Al començament de 2016 albergava un Centre d'Interpretació Turística dedicat a la relació històrica entre Cadis i el Nou Món i a la celebració d'esdeveniments culturals, gestionat per l'Ajuntament de Chipiona. És considerat Bé d'Interès Cultural des de 1985.

## Història
El castell de Chipiona té uns orígens confusos, havent-hi els qui daten la presència d'un edifici defensiu primitiu d'època musulmana, situat prop de l'emplaçament del castell actual. No obstant això, no hi ha manera de provar la veracitat o falsedat d'aquesta hipòtesi.
Posteriorment, després de la reconquesta definitiva de Chipiona en 1264 per Alfons X el Savi i el seu lliurament a Alonso Pérez de Guzmán i la Casa de Medina Sidonia en 1297 (com a part del Senyoriu de Sanlúcar), un nou castell va ser construït pels Senyors de Sanlúcar per servir com a primera línia de defensa davant els atacs pirates procedents de Barbaria. La fortalesa va passar a les mans de la família aristocràtica Ponce de León amb les noces en 1303 d'Isabel Pérez de Guzmán, filla de Guzmán El Bueno, amb D. Hernán Pérez Ponce de León. Conseqüència d'aquest matrimoni va ser la separació de la vila de Chipiona del Senyoriu de Sanlúcar i l'adscripció d'aquesta als dominis de la Casa d'Arcos, formant el castell de Chipiona part del terme municipal de la Vila. No obstant això, hi ha discrepàncies sobre l'edificació que les cròniques de la Casa de Medina Sidonia esmenten; alguns associen aquest relat a l'ermita fortificada que ocupava el lloc on actualment s'assenteixi el Santuari de Regla. Així, l'edifici qualificat com a castell seria del segle xv i, per tant, no va ser aixecat per Guzmán El Bueno.
Durant l'Edat Moderna, va exercir funcions defensives i de vigilància per entorpir les operacions dels corsaris anglesos i holandesos que assolaven el Mediterrani als segles XVI i xvii, instal·lant-se una bateria costanera en els seus voltants. El castell va ser reformat diverses vegades fins a l'any 1651, última vegada de la qual es tenen registres sobre la presència d'una guarnició en la fortalesa. Paral·lelament al seu paper defensiu, fou utilitzada com a residència del rector local en el segle xvii i com a presó a principis del segle xviii. Al 1772, segons consta en les actes municipals, el castell mancava ja de guarnició militar per contrarestar atacs marítims. Un segle després se li va donar ús com a lloc provisional de la Guàrdia Civil en 1893, mentre la caserna de Trebujena era traslladada a un altre edifici al mateix poble.
En 1887, el castell va ser adquirit per una dona de Chipiona que ho va rehabilitar per transformar-ho en Hotel. L'establiment va tancar les portes en 1989, després del que el castell va quedar abandonat durant onze anys. A la fi de 2000, va ser expropiat per l'Ajuntament de Chipiona, restaurat i convertit en museu, una vegada acabat el procés de restauració en 2009.

### Esdeveniments importants
Aquest edifici va servir com a residència durant cinc anys a Carles de Borbó i a Luisa d'Orleans, membres de la Família Real espanyola. Per aquest motiu, el castell-hotel va ser sotmès a una reforma per valor de 1372,95 pessetes l'any 1922.